# Arctocypris
Arctocypris is een geslacht van kreeftachtigen uit de klasse van de Ostracoda (mosselkreeftjes).

## Soort
- Arctocypris fuhrmanni Petkovski, Scharf & Keyser, 2016